# Ringtheater

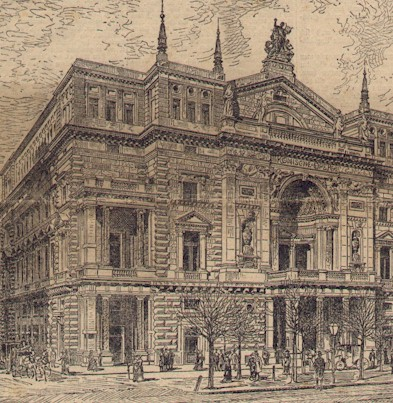
Het Ringtheater

Het Ringtheater was een theater in de Oostenrijkse hoofdstad Wenen.
Het theater werd gebouwd in de periode 1873-1874 als tegenpool voor het keizerlijke hofoperatheater. Het werd in 1874 geopend als "Komische Oper", waar opera van het lichtere genre gespeeld werd. In het jaar 1878 verkreeg het de naam Ringtheater, toen het repertoire grondig gewijzigd werd naar Duitse en Italiaanse opera, toneel en variété.
Op 8 december 1881 brandde het nog vrijwel nieuwe Ringtheater geheel af, in de zogeheten Ringtheaterbrand: vlak voor een opvoering van Hoffmanns Erzählungen brak er een brand uit, die het hele theater volledig verwoestte en 386 dodelijke slachtoffers eiste. Als reactie hierop werd in 1882 een wet gemaakt, die de inrichting en brandveiligheid (ijzeren veiligheidswand, naar buiten toe openende deuren...) van theatergebouwen betrof.
Het theater werd hierna niet herbouwd.